# Hemibagrus wyckii
Hemibagrus wyckii är en fiskart som först beskrevs av Bleeker, 1858.  Hemibagrus wyckii ingår i släktet Hemibagrus och familjen Bagridae. IUCN kategoriserar arten globalt som livskraftig. Inga underarter finns listade i Catalogue of Life.